# Jerome Junction
Jerome Junction szellemváros Yavapai megyében, Arizona államban, az Amerikai Egyesült Államokban. 1894-ben alapították, a közösség vasúti keresztezéshez tartozó megállóhelyként szolgált Prescott és Jerome városai közt. A Santa Fe, Prescott and Phoenix Railway (SFP&P) éas a keskeny nyomtávolságú United Verde & Pacific Railway közti átszálló pont volt 25 éven át. Amikor keskeny nyomtávú vasút normál nyomtávú vasúttá épült át a hegy keleti oldalán Jerome-tól Clarkdaleig 1920-ban, Jerome Junction szellemvárossá vált.

## Fordítás
- Ez a szócikk részben vagy egészben  a   Jerome Junction, Arizona című angol Wikipédia-szócikk fordításán alapul.  Az eredeti cikk szerkesztőit annak laptörténete sorolja fel. Ez a jelzés csupán a megfogalmazás eredetét és a szerzői jogokat jelzi, nem szolgál a cikkben szereplő információk forrásmegjelöléseként.